# Tarek Ziad Hussein
Tarek Ziad Hussein (født 3. august 1992 i Vejle) er dansk cand.jur., debattør og forfatter med dansk-palæstinensisk baggrund. Han er direktør for Dansk Flygtningehjælp Ungdom.
Han har især engageret sig i debatten om integrationen af indvandrere og om at være muslim i Danmark i dag. Hans kongstanke er at vise, hvordan man på en gang kan være praktiserende muslim og aktiv demokratisk medborger i Danmark.
Tarek Hussein er blevet fremhævet som en af de nye muslimske intellektuelle blandt en ung generation af dansk opvoksede muslimer, der dermed har et bedre udgangspunkt for at balancere et muslimsk liv i en dansk sammenhæng end ældre, mere traditionelle imamer. I april 2018 blev han i Weekendavisen sammen med Natasha Al-Hariri, Ahmad Mahmoud og Khaterah Parwani udnævnt til at høre til de fremtrædende og efterspurgte yngre indvandrerdebattører med oprindelig indvandrerbaggrund, der har "brudt det monopol på integrationsdebatten, der før tilhørte imamer, mere eller mindre religiøse talsmænd og politikeren Naser Khader."
I 2018 udgav han bogen ”Det sorte skæg – om at være dansk muslim” på forlaget Gyldendal.

## Baggrund
Tareks forældre er oprindeligt palæstinensiske flygtninge fra Libanon. Faderen var formand for PLO's studenterorganisation. Han kom til Danmark i 1989, blev tandlæge ved Aarhus Universitet og arbejdede som sådan til sin død i 2014. Tareks mor er tolk.
Tarek voksede op i boligområdet Løget By i udkanten af Vejle, gik på Søndermarksskolen og blev student fra Rosborg Gymnasium og HF i 2011. Han har siden studeret jura ved Aarhus og Københavns Universitet.
I 2007 stiftede han 15 år gammel (teenager) og fem kammerater i Vejle foreningen Team Succes. Foreningens formål var og er at løfte især de svageste elever gennem intensive faglige forløb med lektiehjælp, mentorordninger og karriereplanlægning. Foreningen er blevet landsdækkende, vandt regeringens integrationspris 2009, Venstres frihedspris 2011 og Peter Sabroe-prisen 2012 for dens arbejde. Hussein var formand 2009-11.
2010-12 var Tarek Hussein medlem af Ny-Dansk Ungdomsråd, et rådgivende organ tilknyttet Dansk Ungdoms Fællesråd.
Hussein blev uddannet cand.jur. fra Københavns Universitet i 2019. Han var derpå ansat som fuldmægtig i Justitsministeriet i tre år. Derefter var han specialkonsulent i Institut for Menneskerettigheder. 1. juni 2023 blev han direktør i Dansk Flygtningehjælp Ungdom (DFUNK), hvor han efterfulgte Natasha Al-Hariri.

## Deltagelse i den offentlige debat
Tarek Hussein har i en årrække været en flittig debattør i medier og som foredragsholder. Bl.a. har han været fast debattør ved Politiken og Altinget. Han har peget på en række integrationsproblemer med adresse til både det omgivende samfunds holdning til ikke mindst muslimske danskere, og interne problemer i denne befolkningsgruppe. F.eks. har han kritiseret diskrimination på det københavnske boligmarked, racisme blandt etniske minoriteter, stereotype mediefremstillinger og segregationen af nydanske elever på gymnasierne.
I 2014 tog han sammen med Zubair Butt Hussain initiativ til et protesttog mod den islamistiske terrorgruppe Islamisk Stat.
Tarek har i et interview i Weekendavisen advaret kraftigt imod en offermentalitet blandt danske muslimer. Ifølge avisen bevæger han sig "frit og umiddelbart rundt i den indvandrerdebat, som andre begiver sig ud i på tåspidserne, som var det et minefelt." Han har talt kraftigt for, at de danske muslimer må tage et opgør med antisemitiske holdninger i egne rækker, og at de nuværende danske imamer er for dårligt uddannet og ikke klædt på til at tilbyde et vedkommende tilholdssted i moskeerne for den unge generation af danske muslimer.
I samme interview forklarede han: "Mit mål er, at danske muslimer ser sig selv som danske og føler en kærlighed og et ansvar over for det danske samfund. Til gengæld har det danske samfund også et ansvar for at give dem mulighed for at udtrykke det ... politikerne skal acceptere, at der er noget, der hedder danske muslimer. De skal acceptere, at vi er en del af samfundet... Hvis tingene skal ændre sig, er det nødt til at komme indefra, men det skal gøres på en måde, hvor folk ikke føler, at man sparker nedad. Hør her, jeg er praktiserende muslim. Jeg beder. Men der er ting blandt muslimer, som vi har problemer med, og som vi er nødt til at italesætte. Det er vigtigt at have stemmer, som er i stand til at kritisere, men også bevare et forhold til det miljø, man kommer af. Der kan kritikken nå igennem. Hvis den kun kommer fra Naser Khader eller danskere, vil minoriteterne lukke sig om sig selv." 
Tarek Hussein har flere gange modtaget dødstrusler for sin deltagelse i den offentlige debat, dels fra salafister og wahabister, dels fra højreekstremistiske kredse.
I forbindelse med sin ansættelse som direktør i DFUNK meddelte Hussein, at han ville indføre en karensperiode som debattør i offentligheden på grund af sit nye job.

## Det sorte skæg - om at være dansk muslim
Maj 2018 udgav han bogen Det sorte skæg - om at være dansk muslim på Gyldendals forlag. Den handler ikke om hans eget liv, men diskuterer blandt andet, hvordan den politiske debat påvirker muslimer, ligesom bogen rummer en intern kritik af muslimske miljøer. I bogen kritiserer han således både imamer i konservative moskeer, den religionskritiske debat internt i det muslimske miljø og det Danmark, der i hans øjne svigter de tusinder af unge muslimer, der »desperat forsøger at være både danske og muslimer på én og samme tid«, som han formulerede det i et interview i Politiken. Hans engagement og program er dermed parallelt til lignende tendenser i andre europæiske lande, f.eks. hos den norske læge og forfatter Mohammad Usman Rana, der blev kendt i Norge for sin bog Norsk islam - Hvordan elske Norge og Koranen samtidig.